# Petra Černocká
Petra Černocká (* 24. listopadu 1949 Praha) je česká zpěvačka a herečka, sestra diskžokeje Pavla Černockého a sestřenice Vlastimila Brodského. Jejím manželem je její jevištní partner, hudebník a kytarista Jiří Pracný.

## Život
Na konzervatoři vystudovala operní zpěv a hru na klavír, po absolutoriu školy začínala zpívat se skupinou Pastýři Petra Hanniga. V Divadle Semafor hrála v legendární Šimkově a Grossmannově hře Besídka v rašeliništi, později v Suchého hrách Jonáš a dr. Matrace a Čarodějky. Mladou čarodějnici Saxanu, létající Dívku na koštěti si zahrála i zazpívala o něco později ve stejnojmenném filmu scenáristy Miloše Macourka a režiséra Václava Vorlíčka. V roce 1975 si zahrála s Waldemarem Matuškou a Jiřím Hrzánem v malém televizním muzikálu Láska malovaná. Jako herečka se objevila i v několika dalších televizních pořadech Slovenské televize. Například v původní trilogii Nepokojná láska z roku 1975, kde hrála vesnickou dívku Evu Daňovou, sestru – dvojče Sylvie Turbové a jejich otce hrál Július Pántik. Pro velké divácké ohlasy té doby a na přání televizních diváků se dotáčely po čtyřech letech další dva díly, které byly odvysílány v roce 1979 a tak z toho vznikl pětidílný seriál. Později, v roce 1981, si opět na Slovensku Petra Černocká zahrála, tentokrát hlavní roli v televizním filmu Otec. V roce 2011 se vrátila na filmové plátno ve snímku Saxána a Lexikon kouzel režiséra Václava Vorlíčka. V roce 2015 si zahrála další velkou roli – starostku Helenu, ve filmu Andílek na nervy.
Coby zpěvačka pak dlouhá léta vystupovala se skupinou Kardinálové Zdeňka Merty. V současné době vystupuje s manželem Jiřím Pracným. Od ledna 2014 se stala moderátorkou pořadu Dvanáct ve dvanáct na Dvojce Českého rozhlasu. Její dcera Barbora Vaculíková je také zpěvačkou, působí ve skupině Yellow Sisters. Její vnučka Olivie Coco Rafajová je členkou Dismanova souboru, věnuje se dabingu a studuje hudební gymnázium.
V roce 1999 získala Zlatou desku od Supraphonu za píseň Saxana.
V roce 2019 vyšla při příležitosti životního jubilea její kniha – životní fotostory s názvem Saxana 70.

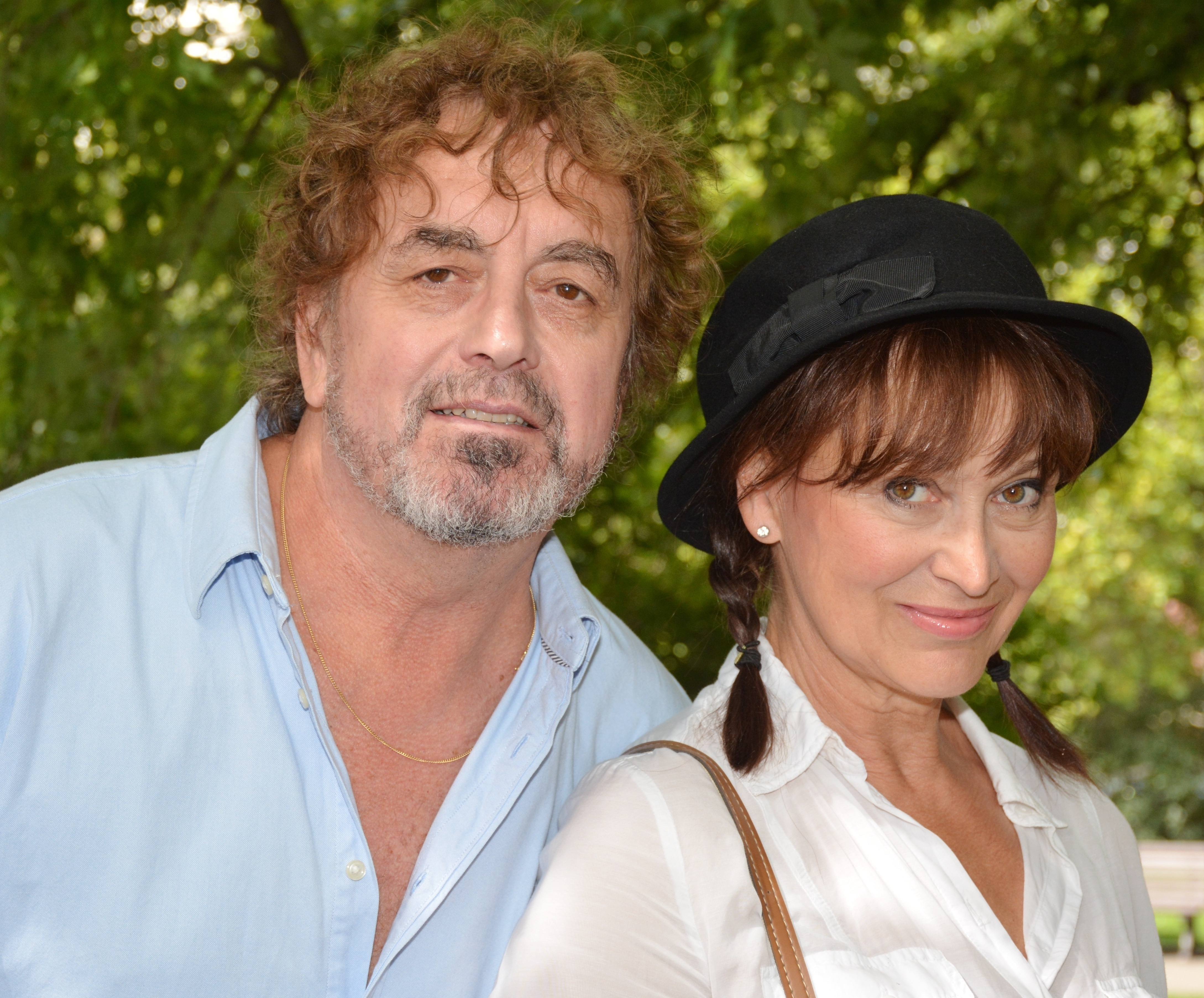
Jiří Pracný a Petra Černocká (2015)

## Diskografie

### Singly
Vydal Supraphon
- Jedou vozy / Nemám ráda citoslovce (SP 1971)
  - Jedou vozy (Jadą wozy kolorowe) [CD] ( ) Rębowski/M.Filípková
  - Nemám ráda citoslovce ( ) P.Hannig/E.Krečmar
  - (Ovečky)

- (Pastýři): Dám vše, co mám / Holka modrooká (SP 1971)
  - Dám vše, co mám (Get Me Some Help) ( ) Byl-Vangarde/P.Černocký
  - Holka modrooká ( ) P.Hannig/I.Havlů
  - (Ovečky 1)

- Saxana / Georgie (SP 1972)
  - Saxana [CD] ( ) A.Michajlov/P.Kopta
  - Georgie ( ) L.Farrington/P.Vrba
  - (Sbor L.Pánka 1)

- Líný štěstí / A láska musí se nám zdát (SP 1973)
  - Líný štěstí (Are You Really Leavin´ Baby) ( ) P.Deasy/E.Krečmar
  - A láska musí se nám zdát ( ) R.Pauls/J.Navrátil
  - (Kardinálové 1 – Strýci+Jezinky 2)

- (Kardinálové): Píseň na pět řádků... (SP 1973)
  - Píseň na pět řádků (Simple Song Of Freedom) [CD] ( ) B.Darin/P.Žák
  - Měsíc ví, co nevím já ( ) J.Havelka/P.Černocká

- sampler: 12xZdeněk Marat (LP 1973)
  - 3. Kde se můj milej toulá ( ) Z.Marat/Z.Borovec
  - (P.Černocká – Orch.K.Vlacha)
  - [Su 1 13 1406]

- Mám ráda růže / Táto a mámo (SP 1974)
  - Mám ráda růže [CD] ( ) V.Ivasjuk/V.Poštulka
  - Táto a mámo (Over and Over) ( ) D.Boone/M.Černý
  - (Kardinálové 2)

- (Kardinálové): Adié, řeknu Vám... (SP 1974)
  - Adié, řeknu Vám (Ma Chi é Che Choz´e) ( ) U.Napolitano/P.Černocká-J.A.Vaculík
  - Pouštím po vodě proutí [CD] ( ) Z.Merta/P.Žák

- (Kardinálové): Koukej přijít včas... (SP 1974)
  - Koukej přijít včas (In This World We Live In) ( ) Germani/P.Černocký
  - Teče voda, teče ( ) česká lid.

- (Kardinálové): Byl to zvláštní den... (SP 1974)
  - Byl to zvláštní den ( ) Z.Merta/P.Černocká
  - Rychlost má cenu zlata ( ) Z.Merta/P.Černocká

- Jarní kalendář / Pampeliška (SP 1975)
  - Jarní kalendář ( ) Z.Merta/P.Žák
  - Pampeliška ( ) P.Černocká
  - (Kardinálové 1 – Kantiléna 2)

- (Kardinálové): Narozeniny... (SP 1977)
  - Narozeniny (Snoopy Versus the Red Baron) ( ) P.Gernhard/P.Černocká
  - Zítra prý ti bude sedmnáct ( ) Z.Merta/P.Žák

- Mám své chyby / Střevíčky v rose (SP 1977)
  - Mám své chyby ( ) J.Vondráček/L.Borovcová
  - Střevíčky v rose [CD] ( ) Z.Merta/P.Žák
  - (Sbor L.Pánka 1 – Z.Merta+Kardinálové 2)

- (Kardinálové): Mississippi / Vítám tě, lásko (SP 1977)
  - Mississippi [CD] ( ) W.Theunissen/R.Filip
  - Vítám tě, lásko ( ) P.Černocká/P.Žák

- split: P.Černocká / J.Schelinger (SP 1978)
  - Jen se pousměj ( ) Z.Hanzlová

- (Kardinálové): Zpívání v dešti... (SP 1978)
  - Zpívání v dešti [CD] ( ) Z.Barták ml./J.Machek
  - Snění nad hlávkou zelí ( ) Z.Merta/Z.Kupková
  - (Z.Merta)

- (Kardinálové): Klub jachtový / Čekám (SP 1978)
  - Klub jachtový ( ) Z.Merta/P.Žák
  - Čekám [LP] ( ) Z.Merta/V.Kučera

- (Kardinálové): Cikánské štěstí... (SP 1981)
  - Cikánské štěstí ( ) P.Černocká/K.Fleisleberová
  - Páni, nemám zdání (To-li ješčo budět) ( ) J.Martynov/P.Černocká

- Milionář / Jsou krásy, které neumřou (SP 1984)
  - Milionář (Mister Businessman) ( ) Q.a M.de Angelis/P.Žák
  - Jsou krásy, které neumřou ( ) Z.Merta/P.Vrba
  - (Jezinky+Kardinálové 1 – Z.Merta 2)

### LP alba
- 1975 Lidí se ptej – Supraphon
- 1979 Ten kluk už dávno se mnou není – Supraphon
- 1986 Monitor'86 – Supraphon (Petra Černocká a Kardinálové Zdeňka Merty)

### CD alba
- 1994 Náklaďák – Presston
- 1996 Saxana dětem – Happy Music
- 1996 Tennessee Whiskey – Happy Music
- 1999 Lásku blízko mám – Venkow Records
- 2005 Se mnou si píseň broukej (Story) – Universal music
- 2006 Souhvězdí střelce – Studio Michael
- 2006 Se mnou si píseň broukej (20× Petra Černocká) – Sony BMG
- 2009 Pop galerie Supraphon

## Kompilace
- 1994 Hity 1971 – Supraphon
- 1994 Hity 1968 – Supraphon
- 1996 Rozvíjej se poupátko– Supraphon – Saxana
- 1999 České hity 1974 – 15. Koukej přijít včas
- 1999 České hity 1973 – 16. Adié, řeknu vám
- 1999 České hity 1972 – 04. Saxana
- 1999 České hity 1971 – 16. Jedou vozy
- 1999 České hity 1968 – 07. Ovečka
- 1999 České hity 1975 – 04. Náklaďák
- 2003 Naše hity 5 – Supraphon – 08. Adié, řeknu vám
- 2003 To byl váš hit – 70. léta – Levné knihy, FR Centrum – 05. Koukej se mnou si píseň broukej
- 2004 Hitparáda 70. léta – Supraphon – 10. Saxana
- 2006 Snídaně v trávě – Universal Music – 03. Tamtamy
- 2006 Tv hity z televizních filmů a seriálů – Universal Music – 19. Saxana
- 2006 Legendy českého popu 70. léta – Universal Music – 11. Tamtamy
- 2007 Hity z českých filmů a pohádek 1+2 – Popron Music – 05. Saxana
- 2009 Pop galerie – Supraphon

## Knihy
- 2003 Petra Černocká – Co mě maminky (ne)naučily – Ikar (autobiografická kniha)